# 克罗特尔巴赫
克罗特尔巴赫是德国莱茵兰-普法尔茨州的一个市镇。总面积5.56平方公里，总人口706人，其中男性358人，女性348人（2011年12月31日），人口密度127人/平方公里。